# Yến thông thường

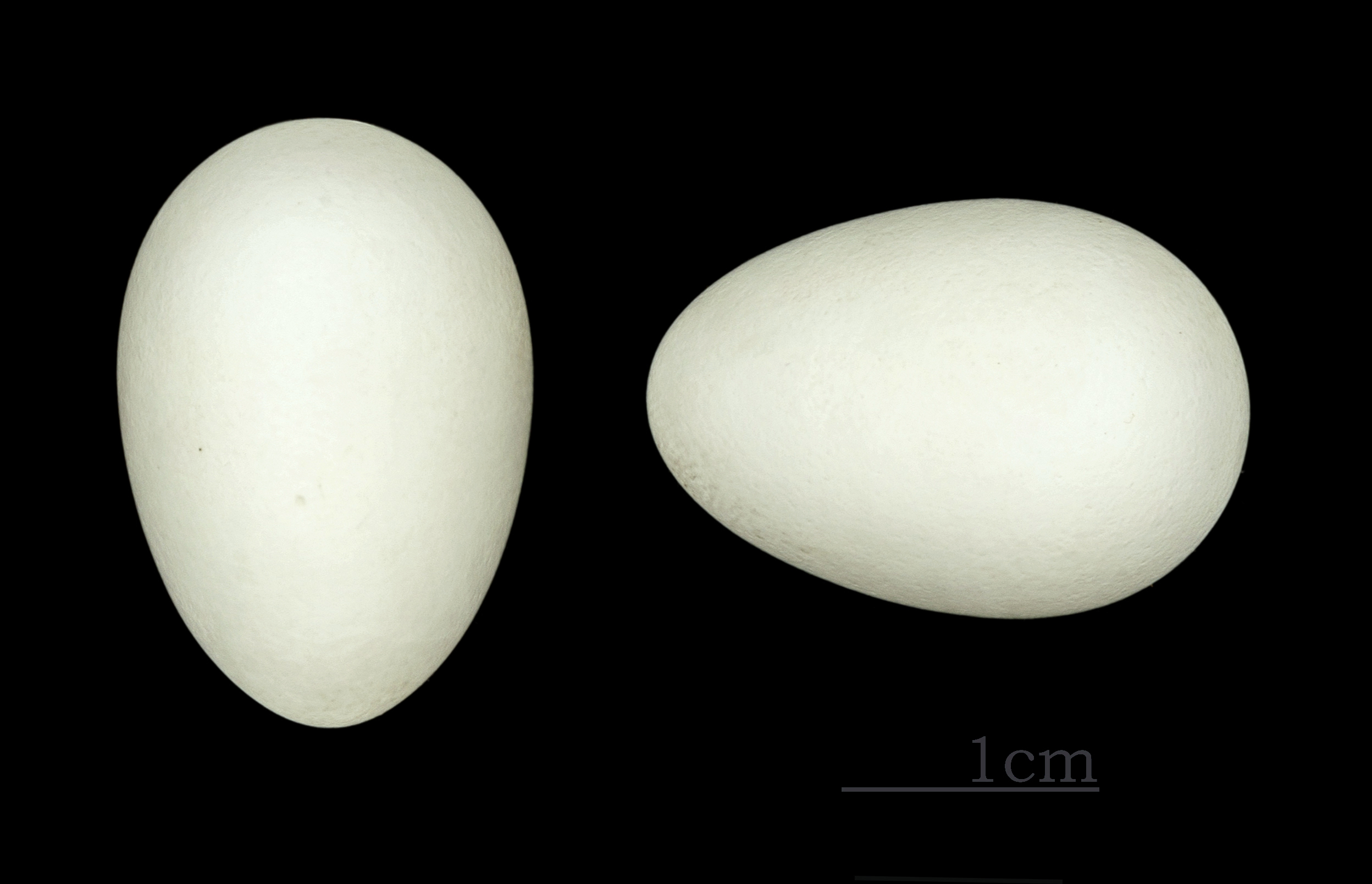
Apus apus

Yến thông thường (danh pháp khoa học: Apus apus) là một loài chim thuộc Apodidae.. Loài chim này dành nhiều thời gian trên không trung, thậm chí ngủ và giao phối khi bay. Yến thông thường dài 16–17 cm với sải cánh dài 38–40 cm và hoàn toàn có màu nâu hơi đen trừ một mảng nâu nhạt hoặc trắng trên cằm không thể nhìn thấy từ xa.